# Michael Muhney
Michael Muhney, född 12 juni 1975 i Chicago, Illinois, är en amerikansk skådespelare. Muhney är kanske mest känd för sin roll som Sheriff Don Lamb i UPN/The CW-serien Veronica Mars.